# Real Observatorio del Cabo de Buena Esperanza
El Real Observatorio del Cabo de Buena Esperanza (nombre original en inglés: Royal Observatory, Cape of Good Hope) es la institución científica ininterrumpidamente en servicio más antigua de Sudáfrica.
Está localizado en una pequeña colina a 5 km del centro de la Ciudad de El Cabo, en el barrio del Observatorio, al que da nombre.
La UAI, en colaboración con la UNESCO, ha incluido el Real Observatorio en su página dedicada al Patrimonio Astronómico Mundial (ICOMOS/IAU), donde figura un detallado informe sobre la institución.

## Historia

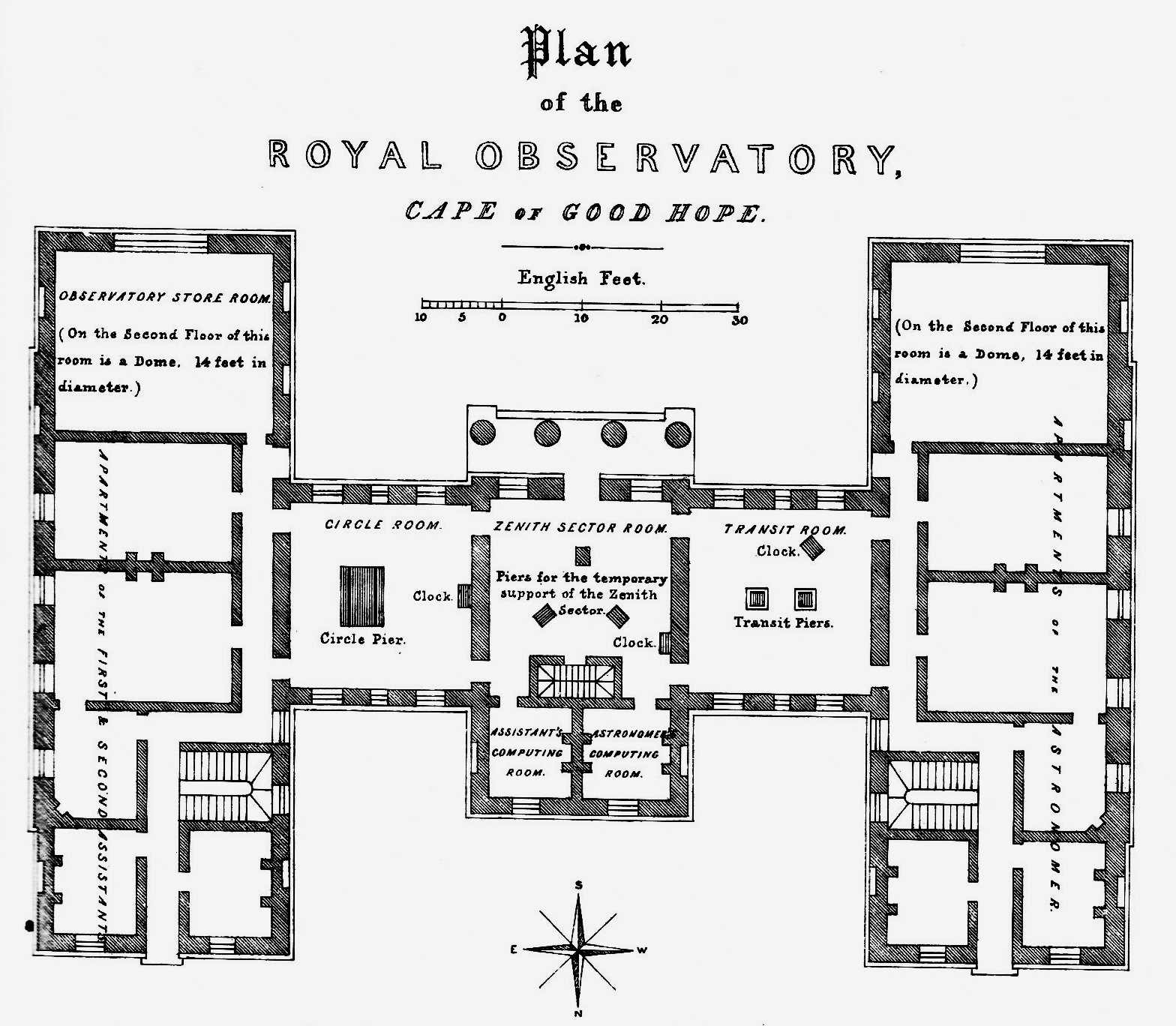
Plano del Edificio Principal del Real Observatorio, hacia 1840.

El Observatorio Real fue fundado en 1820 durante el reinado de Jorge IV. Fue una entidad separada hasta 1972, cuando se integró con el Observatorio Union de Johannesburgo para formar el Observatorio Astronómico Sudafricano, del que se ha convertido en su sede.
Originalmente, la actividad principal del Observatorio fue la astrometría, editando numerosos catálogos de posiciones estelares, y ya en el siglo XX cambió sus objetivos hacia la astrofísica. El crecimiento de la ciudad de El Cabo y de su iluminación nocturna, obligó a buscar hacia 1970 un nuevo emplazamiento más adecuado para los telescopios, eligiéndose la zona semidesértica de Karoo. No obstante, varios telescopios quedaron en operación hasta los años 1990. Posteriormente, se ha transformado en un centro ciudadano para actividades astronómicas. Alan Cousins fue el último astrónomo relevante que trabajó allí.
El Observatorio Real ha protagonizado numerosos acontecimientos significativos en la historia de la astronomía. El segundo Astrónomo de Su Majestad, Thomas Henderson, asistido por su ayudante, el teniente William Meadows, hizo las primeras observaciones dirigidas a la obtención de paralajes estelares fiables, concretamente de Alfa Centauri, aunque la prioridad del descubrimiento recayó en Friedrich Bessel, quien publicó antes su propio descubrimiento (más tardío) del paralaje de 61 Cygni antes de que Henderson publicara el suyo.
Alrededor de 1840, Thomas Maclear repitió la controvertida medición del meridiano de Nicolas-Louis de Lacaille, demostrando que sus últimas medidas geodésicas habían sido correctas, pero que las montañas cercanas habían afectado a sus determinaciones de latitud. En 1882, David Gill obtuvo fotografías de larga exposición del cometa grande de aquel año, con la presencia de estrellas en el fondo. Esto llevó a emprender en colaboración con Jacobus Kapteyn de Groningen el Cape Photographic Durchmusterung, el primer catálogo estelar preparado por medios fotográficos.
Tras el Congreso Astronómico de París de 1887, el Real Observatorio fue parte activa del proyecto Carte du Ciel, asignándosele la zona del firmamento entre las declinaciones −40° y −52°. La organización de la Carte du Ciel está considerada como el precursor de la Unión Astronómica Internacional.
En 1897, Frank McClean, amigo de Gill y donante del telescopio McClean, descubrió la presencia de oxígeno en numerosas estrellas utilizando un prisma añadido al Telescopio Astrográfico.
En 1911, J.K.E. Halm, entonces ayudante de dirección, desempeñó un papel pionero en dinámica estelar, surgiriendo la distribución maxweliana de las velocidades estelares, y la existencia de una relación entre su masa y su luminosidad.
A finales del siglo XX, el Astrónomo de Su Majestad H. Spencer Jones, fue un miembro activo del proyecto internacional para determinar el paralaje solar a través de observaciones del asteroide Eros.
Así mismo, Alan Cousins diseñó estándares muy precisos para el análisis de radiaciones UBV e introdujo un sistema ampliamente utilizado de fotometría VRI.
Joseph Churms observó en 1977 la ocultación de la estrella SAO 158687 desde el antiguo Observatorio Real, confirmando la existencia de los anillos de Urano, descubiertos desde el observtorio aerotransportado Kuiper.
Durante el siglo XIX el Observatorio estuvo considerado como el principal consejero del gobierno colonial en asuntos científicos. Custodió los pesos y medidas oficiales de la Colonia, siendo responsable de los servicios horario y geodésico. Se construyó un observatorio magnético en 1841, pero desapareció en un incendio durante la década siguiente. El Observatorio también posee una larga serie de registros meteorológicos.
La historia del Observatorio Real ha sido el tema de varios trabajos.

## Astrónomos de Su Majestad en El Cabo
Los directores del Observatorio Real eran conocidos como Astrónomos de Su Majestad en El Cabo, de acuerdo con la relación siguiente:
- El reverendo Fearon Fallows 1820–1831
- Thomas Henderson 1831–1833
- Sir Thomas Maclear 1833–1879
- Edward James Stone 1870–1879
- David Gill 1879–1907
- Sydney Samuel Hough 1907–1923
- Harold Spencer Jones 1923–1933
- John Jackson 1933–1950
- Richard Hugh Stoy 1950–1968
- George Alfred Harding fue el responsable entre 1969-1971

## Algunos astrónomos que trabajaron en el Observatorio Real
Una lista completa de las personas que trabajaron en el Observatorio Real y sus publicaciones, hasta 1913, fue publicada por Gill (1913).
- Charles Piazzi Smyth 1835–1845. Posteriormente astrónomo Real de Escocia.
- William Lewis Elkin 1881–1883. Director más tarde del Observatorio Universitario de Yale.
- Frank McClean 1895–1897. Descubridor de oxígeno en las estrellas.
- Willem de Sitter 1897–1899. Más adelante un cosmólogo famoso y director del Observatorio de Leiden.
- Robert Innes 1897–1903. Descubridor de la estrella más próxima a la Tierra, y posterior director del Union (Republic) Observatory.
- Jakob Karl Ernst Halm 1907–1927. Descubridor de la relación masa-luminosidad y pionero de la dinámica estelar.
- Joan George Erardus Gijsbertus Voûte. Director y fundador posterior del Observatorio Bosscha.
- Alan William James Cousins 1947–1971. Notable fotometrista.
- David Stanley Evans 1951–1968. Conocido por la relación de Barnes-Evans.

## Edificios principales
Se realizó un inventario del patrimonio en 2011, elaborándose una lista completa de los edificios del Observatorio, que incluye:

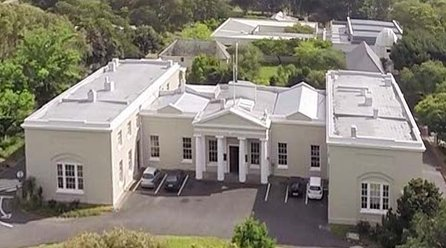
Edificio Principal

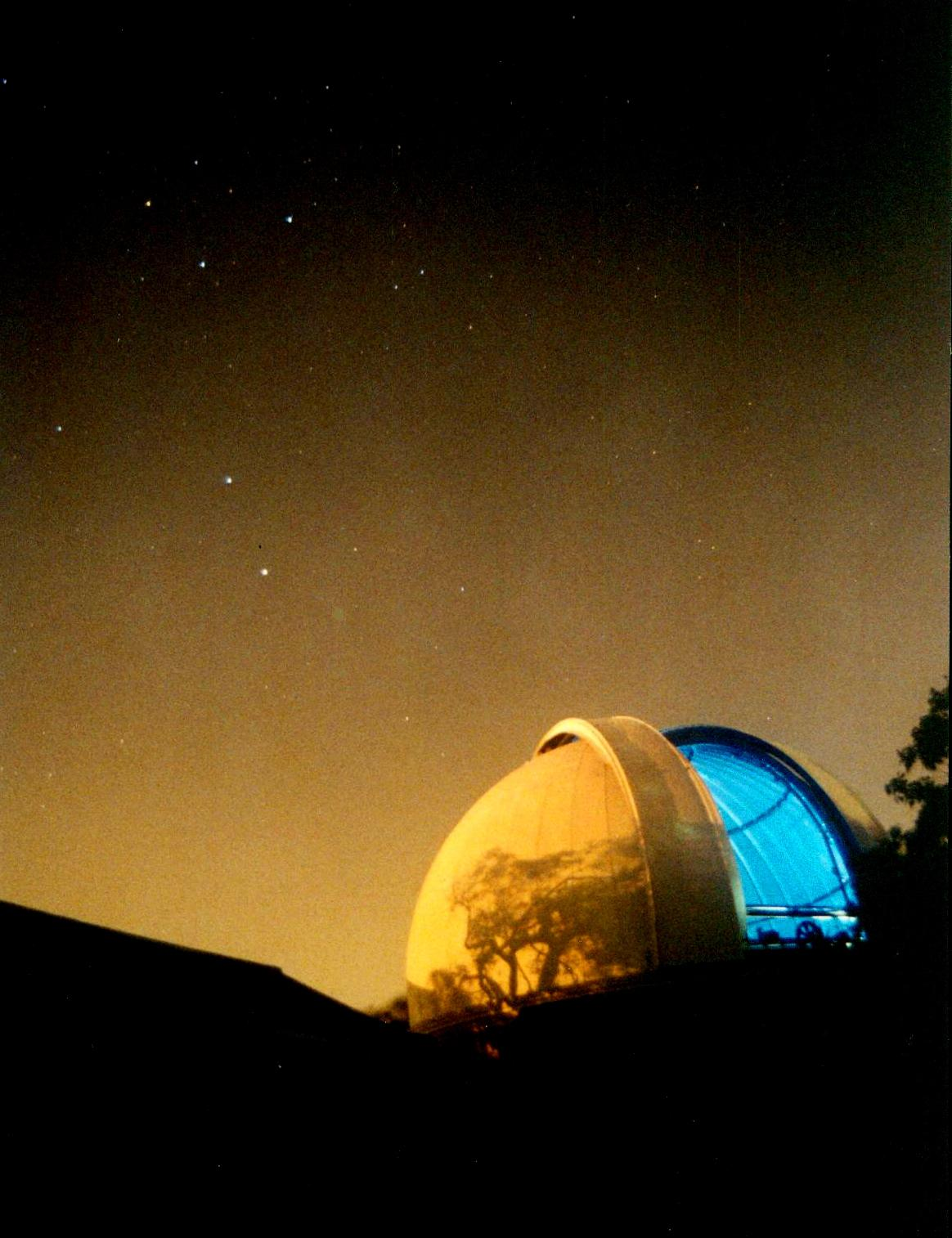
Vista nocturna de la cúpula del Edificio McClean

- El Edificio Principal,completado en 1828. Estilo neoclásico griego. Arquitecto John Rennie. Contiene las oficinas y una notable biblioteca astronómica.
- Edificio Fotoheliográfico, 1849 (anteriormente edificio del telescopio Merz de 7-pulgadas). Su domo rota sobre balas de cañón esféricas.
- Heliómetro, 1888 (conteniendo el reflector de 18 pulgadas). Su domo fue diseñado por Howard Grubb con ventilación transversal.
- Edificio McClean, 1896, diseñado por Herbert Baker, y laboratorio (ahora Museo Astronómico). Accionado hidráulicamente sobre una plataforma elevada. Domo diseñado por T. Cooke e Hijos de York.
- Astrógrafo, 1889. Cúpula de Howard Grubb.
- Círculo de Tránsito Reversible (6-pulgadas) de 1905.
- Edificio técnico (hacia 1987).
- Auditorio, construido originalmente como un taller de reparación de instrumentos ópticos durante la Segunda Guerra Mundial.

## Telescopios principales
Históricamente, el edificio principal contuvo un instrumento de tránsito de 10 pies de longitud focal fabricado por Dollond, y un círculo mural de 6 pies debido a Thomas Jones. Fueron reemplazados en 1855 por un círculo de tránsito de 8 pulgadas diseñado por George Biddell Airy, el astrónomo Real en Greenwich. El instrumento de Airy se retiró en 1950. Algunas partes de estos telescopios se exhiben en el museo Astronómico del Observatorio.
- 4" Fotoheliógrafo (1875) por Dallmeyer
- 6" Refractor visual (1882) Howard Grubb
- Astrógrafo, 1889 (telescopio fotográfico de 13" y refractor guía de 10" fabricados por Howard Grubb). Utilizado para la Zona de El Cabo de la Carte du Ciel y por F. McClean para espectroscopía.
- Telescopio McClean (o Victoria) (18" visual, 24" fotográfico y guía de 8" refractor, obra de Howard Grubb)[18]
- Círculo de Tránsito Reversible de 6" de  1905. Diseñado por Sir David Gill y construido por Troughton y Simms. Utilizado para la parte sur del Fundamental Katalog FK4.
- Reflector de 18" por Cox, Hargreaves y Thomson, 1955. Telescopio guía Merz de 7".

Un reflector de 40 pulgadas de Grubb Parsons fue instalado en 1964, pero se trasladó a Sutherland en 1972.

## Museo astronómico
El antiguo laboratorio espectroscópico del telescopio McClean se convirtió en un museo en 1987, conservando instrumentos del siglo XIX. El edificio todavía contiene el sistema hidráulico original para elevar la plataforma de observación, así como un cuarto oscuro que contiene el vetusto equipamiento fotográfico que contenían las cúpulas. Los elementos en exhibición incluyen modelos de telescopio, instrumentos de medición, instrumentos altazimutales diseñados por Dollond (1820) y Bamberg (ca 1900), máquinas calculadoras, primitivo equipamiento de oficina, antiguos dispositivos electrónicos, lentes antiguas de los telescopios, incluyendo las de los telescopios fotográficos de Gill, un recorrido por los mecanismos de relojería de los telescopios, una pistola de señales, y equipamiento de química.

## Historia natural
El emplazamiento del Observatorio Real está situado en el Parque Urbano Two Rivers, una zona de humedales. La roca subyacente es esquisto de Malmesbury, con una zona de grauvacas y calizas con inclusiones cuarcíticas. Se conserva parte de su sistema ecológico original, que sustenta una gran variedad de animales y plantas. Es el límite norte del sapo leopardo occidental (Bufo Pantherinus) y el único hábitat natural de un raro iris, la pequeña flor Moraea aristata.

## Lecturas relacionadas
- The Royal Observatory at the Cape of Good Hope. Mons Mensa (self published). 2015.

- Heliometer observations for determination of stellar parallax made at the Royal Observatory, Cape of Good Hope. Eyre and Spottiswoode. 1893.

- The Cape catalogue of 1159 stars, deduced from observations at the Royal Observatory, Cape of Good Hope, 1856-1861, reduced to the epoch 1860. Cape Town: S Solomon. 1873.

- Stone, Edward James; Maclear, Thomas (1871). Results of Astronomical Observations Made at the Royal Observatory, Cape of Good Hope in the year 1856. S Solomon.

- Astronomers at the Royal Observatory, Cape of Good Hope. AA Balkema. 1979.